# ستيرول
الستيرول هو مركب حلقي كحولي وهو من الستيرويدات، يحتوي على مركب هيدروكسيل في الكربون رقم 3 في الحلقة "أ".